# Neubaustrecke Nürnberg–Würzburg
Die Neubaustrecke Würzburg–Nürnberg ist eine geplante Eisenbahn-Schnellfahrstrecke zwischen Nürnberg und Würzburg. Sie soll Nürnberg Hauptbahnhof mit Würzburg Hauptbahnhof verbinden und im Rahmen des Deutschlandtakts im schnellen Fernverkehr Kantenfahrzeiten von 29 Minuten zwischen beiden Städten ermöglichen. Als Ergänzung zu der bereits seit 2007 als überlasteter Schienenweg eingestuften Bahnstrecke Fürth–Würzburg soll die Neubaustrecke ferner zusätzliche Kapazität schaffen.
Die mit bis zu 300 km/h konzipierte Strecke soll neben dem schnellen Fernverkehr auch vom Güterverkehr befahren werden. Um diesen auch tagsüber zu ermöglichen, soll mindestens ein Überholgleis an geeigneter Stelle geplant werden.
Das seit 2019 vorgesehene Vorhaben ist Teil des Deutschlandtakts, dessen Projekte 2021 in den „vordringlichen Bedarf“ des Bundesverkehrswegeplans aufgenommen wurden. Der ursprünglich für 2024 vorgesehene Planungsbeginn wurde wegen Mittelkürzungen im Bundeshaushalt zurückgestellt.

## Geschichte

### Vorgängerprojekt
Im Bundesverkehrswegeplan 1992 war im Rahmen der ABS/NBS Hanau–Nantenbach/Würzburg–Iphofen eine 24 km Neubaustrecke geplant, die in Iphofen und Rottendorf an die Bestandsstrecke anbinden sollte. Das Vorhaben wurde etwa ab dem Jahr 2000 nicht mehr verfolgt.

### Projekt des Deutschlandtakts
Der im Oktober 2018 vorgestellte erste Entwurf des Deutschlandtakt-Konzepts erforderte zwischen Nürnberg und Würzburg eine Ausbaustrecke sowie eine niveaufreie Einbindung in den Knoten Nürnberg, um zwischen den beiden Endpunkten die notwendige Reisezeit von 40 Minuten zu erreichen. Der Bund sah 2019 eine mit 300 km/h befahrbare Neubaustrecke zwischen Nürnberg und Würzburg vor. Der im Mai 2019 veröffentlichte 2. Gutachterentwurf sah zwischen Nürnberg und Würzburg eine durchgehende Neubaustrecke mit einer Kantenfahrzeit von 30 Minuten vor. Zwei 300 km/h schnelle Fernverkehrszüge pro Stunde und Richtung sollen dabei mit einer planmäßigen Fahrzeit von 29 Minuten verkehren.
Auch in dem im Juni 2020 vorgelegten dritten Gutachterentwurf ist eine derartige Strecke mit einer Zielfahrzeit von 29 Minuten sowie eine niveaufreie Einbindung in den Knoten Nürnberg enthalten. Eine aufwendige Wirtschaftlichkeitsberechnung für das Projekt galt, neben einer solchen für die Neubaustrecke Bielefeld–Hannover, als ein Grund für eine Verschiebung der Vorlage des dritten Gutachterentwurfs auf Mitte 2020. Vorgesehen sind im Fernverkehr nunmehr vier stündliche Zugpaare mit Fahrzeiten zwischen 29 und 42 Minuten. In der im August 2021 veröffentlichten Entwurf der Infrastrukturliste des Deutschlandtakts ist eine Neubaustrecke von Rottendorf bis Fürth-Bislohe vorgesehen. Die Trasse zwischen Würzburg und Rottendorf soll von drei auf vier Gleise ausgebaut werden. Zwischen Bislohe und Nürnberg Hauptbahnhof ist ein Tunnel für Fernverkehrszüge vorgesehen, der auch von Zügen der Achse Nürnberg–Erfurt–Berlin mit genutzt werden soll. Um tagsüber Güterverkehr zu ermöglichen, soll wenigstens ein Überholgleis entstehen. Für die Neubaustrecke sind, zum Preisstand von 2015, Investitionen von 5,7 Milliarden Euro veranschlagt. Mit der im August 2021 vorgelegten tragfähigen volkswirtschaftlichen Bewertung der insgesamt 181 Infrastrukturprojekten des Deutschlandtakts rückte das Vorhaben in den „vordringlichen Bedarf“ des Bundesverkehrswegeplans auf.

### Planung
Der Bund erteilte im Mai 2023 den Planungsauftrag. Im Juli 2023 war die Zusammenstellung eines Planungs- und Projektteams im Gang. 2024 sollte die Grundlagenermittlung beginnen, danach die Vorplanung. Im Rahmen der Planung war ein Raumordnungsverfahren vorgesehen. Im Februar 2024 wurde bekannt, dass die Deutsche Bahn die Planungen für verschiedene Aus- und Neubauprojekte, darunter auch die Neubaustrecke Nürnberg–Würzburg, auf unbestimmte Zeit zurückstellte. Grund dafür waren Kürzungen der Mittel für solche Projekte im Bundeshaushalt 2024.

## Kritik
Der Bund Naturschutz in Bayern kritisiert das Vorhaben aufgrund von Kosten und Eingriffen in die Natur. Er schlägt vor, die bestehende Strecke auszubauen und durch Neubauabschnitte zwischen Siegelsdorf und Neustadt an der Aisch zu ergänzen. Eine solche Strecke sei kürzer.